# Chiesa dell'Annunziata (L'Aquila)
La chiesa dell'Annunziata è un edificio religioso dell'Aquila, situato nel quarto di San Pietro. 
Deve la sua realizzazione agli abitanti del castello di Preturo, che l'edificarono nel XV secolo sul luogo di un precedente monastero domenicano. Fu radicalmente ricostruita successivamente al terremoto dell'Aquila del 1703.

## Storia
Nel XIV secolo, sul luogo dell'attuale Annunziata, venne edificato un monastero domenicano, riconvertito — a partire dal 1447 — a struttura di supporto dell'Ospedale Maggiore. In origine, lo spazio di piazza dell'Annunziata doveva configurarsi in maniera assai differente dall'attuale: la chiesa — che probabilmente era caratterizzata da una facciata quadrangolare come da tradizione dell'architettura religiosa aquilana — era posta in posizione strategica all'incrocio del cardo di via Cascina-via dell'Annunziata con il decumano di via Forcella, poi chiusa a partire dal XVII secolo.
Il complesso subì gravissimi danni dal terremoto dell'Aquila del 1461. Nel 1476 fu ceduta ai castellani di Preturo che la restaurarono e vi insediarono l'arcipretura di locale. In seguito passò in gestione alla confraternita di San Sisto che la impreziosirono con la Trasfigurazione di Troilo Emiliani, allievo del Raffaello, altri dipinti ad opera di Cola dell'Amatrice e Francesco Salviati nonché un pregevole soffitto a cassettoni. Nel 1615 Baldassarre de' Nardis, con l'appoggio del vescovo Gonzalo de Rueda, vi aprì un collegio femminile.
Rimase distrutta dal terremoto dell'Aquila del 1703, in seguito al quale venne radicalmente modificato l'intero impianto urbanistico della piazza con l'innalzamento della quota stradale e l'edificazione del tardobarocco Palazzo Carli. Anche l'Annunziata venne ricostruita, nella seconda metà del XVIII secolo, secondo il nuovo gusto mediante l'elevazione dell'insolita facciata a punta.
Nel 1882, la chiesa e il retrostante collegio passarono in gestione alle suore francescane alcantarine; nel 1920, infine, fu venduto all'Opera Nazionale per il Mezzogiorno d'Italia e affidato alle suore di San Vincenzo de' Paoli. L'edificio ha subito gravissimi danni dal terremoto dell'Aquila del 2009 ed è stata dichiarata inagibile, in attesa dei lavori di restauro.

## Descrizione
Il complesso, di forma trapezoidale, è circoscritto da piazza dell'Annunziata — oggi intitolata a Vincenzo Rivera, data la presenza del rettorato dell'Università degli studi dell'Aquila — e dalle vie dell'Annunziata, dei Setaioli e Antonelli, al confine tra i locali di Amiterno, Forcella e Preturo, nel quarto di San Pietro. La chiesa volge la facciata verso la caratteristica piazza triangolare, venuta a definirsi in questa forma dopo la complessa ristrutturazione settecentesca del quartiere, stretta tra il retro di Palazzo Camponeschi ad est e la facciata principale di Palazzo Carli ad ovest.

### Esterno
La facciata, insolita nel panorama delle chiese dell'Aquila, presenta uno schema a punta con due massicce paraste angolari in pietra su cui si appoggia il timpano triangolare. È suddivisa in due ordini, l'inferiore dei quali è lasciato con la pietra a vista, rivelandosi come basamento dell'ordine superiore intonacato; nell'inferiore è il portale principale, con timpano curvilineo, sovrastato dalla finestra rettangolare, posta in asse.

### Interno
Internamente, la chiesa presenta una rivisitazione della pianta a croce greca. Il riferimento principale è ritenuto essere la concittadina chiesa di Santa Caterina Martire di Ferdinando Fuga e portano a datare l'Annunziata alla seconda metà del XVIII secolo. Il vano centrale è occupato da una cupola a costoloni angolari, suddivisa in quattro spicchi, ciascuno dei quali impreziosito dall'ovale raffigurante uno dei quattro Evangelisti; al centro, è il tondo con la Trinità.